# Ixalidium sjostedti
Ixalidium sjostedti är en insektsart som beskrevs av Kevan, D.K.M. 1950. Ixalidium sjostedti ingår i släktet Ixalidium och familjen gräshoppor. Inga underarter finns listade i Catalogue of Life.